# Tre Sang
Tre Sang var en svensk sånggrupp.
Gruppen bestod av Ragnar Wiberg, Acke Malm och pianisten Sten Axelson. Malm ersattes av Lasse Dahlqvist och Axelson av Sven Arefeldt som sedan i sin tur ersattes av Willard Ringstrand. Sånggruppen medverkade i ett flertal revyer och spelade in ett 30-tal skivor fram till upplösningen 1937

## Diskografi i urval
- En gondol, Venedig och så du - Georg Enders orkester
- Gamle Svarten (Ole faithful) - Georg Enders orkester
- Jag är så kär i er madame (I Love You Very Much Madame) - Billy Grossmans orkester
- Man dansar tango i Wien (Vienna in Springtime) - Helge Lindbergs orkester
- Kärlekens låga - Sam Samsons orkester